# Conus athenae
Espèce
Conus athenae est une espèce de mollusques gastéropodes marins de la famille des Conidae.
Comme toutes les espèces du genre Conus, ces escargots sont prédateurs et venimeux. Ils sont capables de « piquer » les humains et doivent donc être manipulés avec précaution, voire pas du tout.

## Description
La coquille est petite (13,6-22,7 mm de longueur), de forme ventriculaire conique à conoïde-cylindrique, avec une flèche modérée à haute de contour droit. Le protoconque est haut, relativement grand (0,6 mm), quelque peu érodé et de couleur chair vaguement teintée de brun rosâtre pâle. Il y a six à neuf spire turriformes. verticilles sous le protoconque. Les rampes suturales ont un profil légèrement concave. Les quatre premières spires sont perlées et contiennent une forte corde spirale sur le bord interne au niveau de la suture et une plus faible sur le bord externe. Les cinq spires suivantes sont fortement nodulées sur le bord extérieur et ont un profil concave. Le verticille du corps a un contour très légèrement convexe. Il est couvert de la base à l'épaule de cordons spiralés forts et réguliers, arrondis et uniformément noduleux. Le verticille du corps a un éclat terne et est blanc ou jaune-beige très pâle sans signes distinctifs.

## Distribution
Cette espèce marine se trouve au large de Hawaï. La type est Keehi Lagoon, Oahu, par 105 fathomss, où l'holotype a été dragué sur un fond de corail et de boue. 

## Taxonomie

### Publication originale
L'espèce Conus athenae a été décrite pour la première fois en 2011 par le malacologiste britannique Robin Michael Filmer dans la publication intitulée « Shells of the Hawaiian Islands - The Sea Shells »,.

### Synonymes
- Conus (Strategoconus) athenae Filmer, 2011 · appellation alternative
- Rolaniconus athenae (Filmer, 2011) · non accepté
- Tesselliconus athenae (Filmer, 2011) · non accepté

## Identifiants taxonomiques
Chaque taxon catalogué par les bases de données biologiques et taxonomiques possède un identifiant qui permet d'établir un point de référence. Les identifiants de Conus athenae dans les principales bases sont les suivants :
CoL : XWXQ - GBIF : 6510511 - IRMNG : 11734549 - 